# Gälische Schule Glasgow

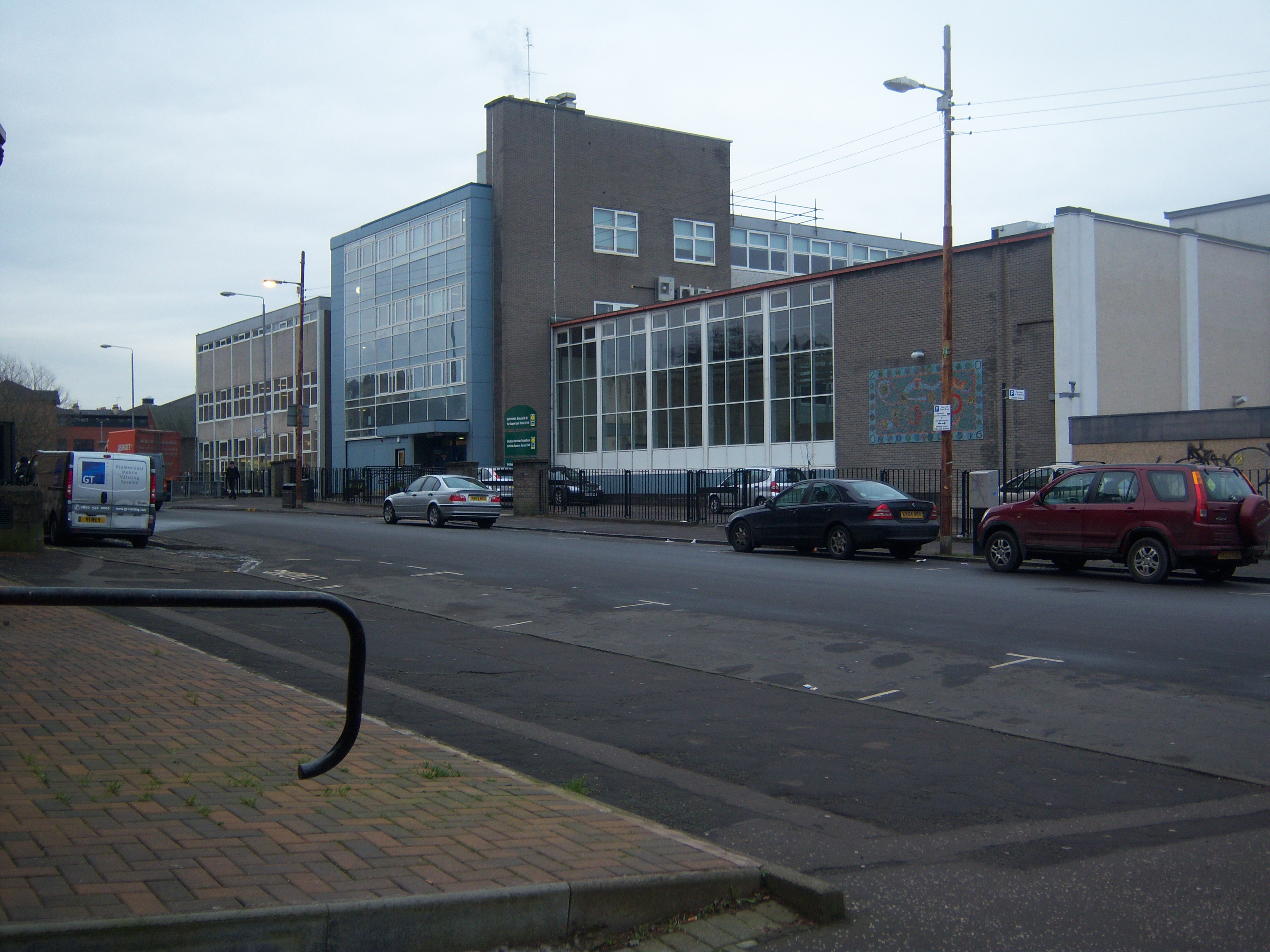

Die Gälische Schule Glasgow (schottisches Gälisch: Sgoil Ghàidhlig Ghlaschu) ist eine Schule in Glasgow, in der alle Fächer in der schottisch-gälischen Sprache koedukativ unterrichtet werden. Diese Art des Unterrichts wird Gaelic medium education (Bildung durch das Medium Gälisch) genannt.

## Organisation
Etwa 630 Kinder besuchen die Schule; sie ist aufgeteilt in Vorschule, Grundschule und Sekundarschule.
Die Schule hat kein festes Einzugsgebiet, sondern die Schülerschaft kommt aus dem Großraum Glasgow sowie aus dem Südwesten Schottlands. Viel Schüler stammen aus Kilmarnock, East Kilbride, Bishopbriggs, Cumbernauld und Greenock. Es gibt keine Voraussetzungen, um die Schule zu besuchen, weder Eingangstests noch eine Warteliste existieren. Es gibt keine Form der schulischen Auslese. Jede Familie, die ihr Kind anmelden möchte, schickt eine Anmeldung an die Stadt Glasgow (Glasgow City Council). Die Vorschule kann ab dem 4. Lebensjahr besucht werden, die Grundschule ab dem 5. Lebensjahr.
Die Sekundarschule ist einzigartig in Schottland, da hier alle Fächer auf schottischem Gälisch unterrichtet werden. Schottisch-gälisch ist auch die Umgangssprache in der gesamten Schule. Es werden auch Kinder aufgenommen aus den GMU-Schulen (Schulen mit Gaelic medium education units) der Nachbarregionen, vor allem aus East Ayrshire, East Dunbartonshire, Inverclyde, North Lanarkshire und South Lanarkshire.
Bei steigendem Bedarf in den nächsten Jahren plant die Schulbehörde in Glasgow die Schule weiter auszubauen.

## Geschichte
Die erste gälischsprachige Schule wurde 1999 als Grundschule in Glasgow eröffnet: Bunsgoil Ghàidhlig Ghlaschu (Gälische Grundschule Glasgow). Als immer mehr Eltern ihre Kinder für den Unterricht anmeldeten, musste die Schule mit Hilfe der Behörden auf ein größeres Areal umziehen. Das heutige Gebäude steht auf dem Gelände der früheren Woodside Secondary School und wurde im August 2006 als Glasgow Gaelic School (Sgoil Ghàidhlig Ghlaschu) eröffnet und umfasst nun eine Vorschule, Grundschule und Sekundarschule.

## Ehemalige Schüler
- Calum MacLeod, professioneller Cricketspieler (1988 geboren)
- Stuart Urquhart, professioneller Fußballer (1995 geboren)